# Sigirija
Sigirija ali Sinhagiri (Levja skala, singalsko සීගිරිය, tamilsko சிகிரியா) je starodavna skalna trdnjava, ki leži v severnem delu okrožja Matale, blizu mesta Dambulla v Osrednji pokrajini na Šrilanki. Ime se nanaša na območje zgodovinskega in arheološkega pomena, v katerem prevladuje masiven skalni stolp, skoraj 200 metrov visok. Po starodavni šrilanški kroniki Culavamsa je to mesto izbral kralj Kasjapa (477 - 495 n. št.) za svojo novo prestolnico. Zgradil je palačo na vrhu te skale in okrasil njene stene z barvitimi freskami. Na majhnem platoju, ki je na pol poti na to skalo, je zgradil vhodno poslopje v obliki ogromnega leva. Ime tega mesta izhaja iz te strukture - Sīhāgiri, Levja skala. Prestolnica in kraljeva palača sta bili opuščeni po kraljevi smrti. Uporabljala se je kot budistični samostan do 14. stoletja. 
Sigirija je danes na Unescovem seznamu svetovne dediščine. Je med najbolje ohranjenimi primeri starodavnega urbanističnega načrtovanja. 

## Zgodovina
Lal Sirinivas in Mirando Obesekara sta Sigirijo opisala kot zgodovinsko arheološko prelomnico Ravane. Po njunem mnenju je Sigirija lahko Alakamandava (mesto bogov), ki ga je pred 50. stoletji zgradil kralj Kubera, ki je bil oče Ravane (Ravan), kot je opisano v Ramajani.
Glede na knjigo Ola listov (Puskola Potha) Ravana Watha (o Ravani) je bil arhitekt Sigirije oseba, imenovana Maya Danava. On je zgradil Sigirijo po navodilih kralja Vistavase (Vesamuni), očeta Ravane. V tem času se je Sigirija imenovala Alakamandava, v obdobju kralja Kubere pa se je imenovala Čitranakuta. Po smrti Ravane je postal kralj Vibešana in je kraljestvo premestil v Kelanijo. Po tej isti knjigi je Čittaraja kot prebivališče uporabljal Alakamandavo. Čittaraja je bil odnos Vibešane in patricija iz Jake. Prav tako je bilo navedeno, da je bila Čittaraja ena od oseb, ki so pomagale princu Pandukabaji, da bi dobil kraljestvo. Starši Pandukabaya so bili rojeni v plemenu Čittaraja.
Poleg tega Ravana Watha opisuje tudi, da je princ Kasapa, ki je bil sin kralja Datusene, izbral Čitrakuto kot svojo rezidenco zaradi dejstva, da je bila njegova mama sledilka prepričanja Jake. Kralj Kasapa je bil edini kralj, ki je obnavljal in vzdrževal Čittakuto, kot jo je naredil kralj Ravana. Znamenite stenske slike v Čittakuti (pozneje Sigirija) se lahko obravnavajo kot prikazovanje o singalski deželi, tj. Šrilanki. Ravana Watha pojasnjuje, da slika modre barve predstavlja plemena Jaka, druge dame pa zastopajo plemena Naga (kobra), Deva (božanski) in Gandabhbha (vonji), čudovite cvetice kažejo enotnost države.
Okolje mesta Sigirija je bilo mogoče naseljeno že od prazgodovinskega obdobja. Obstajajo jasni dokazi, da so mnoga skalna zavetišča in jame v bližini zasedali budistični menihi in asketi že od 3. stoletja pred našim štetjem. Najzgodnejši dokaz človeškega prebivališča v Sigiriji je skala Aligale, skalno zatočišče vzhodno od Sigirije, kar kaže na to, da je bilo območje v obdobju mezolitika okupirano skoraj pet tisoč let.
Budistična samostanska naselja so bila ustanovljena v 3. stoletju pred našim štetjem na zahodnih in severnih pobočjih kamnitih gričev, ki obdajajo skalo Sigirija. V tem obdobju je bilo ustvarjenih nekaj skritih zavetišč ali jam (spodmolov). Ta zavetišča so bila izdelana pod velikimi balvani, z izklesanimi nadstreški okoli jamskih odprtin. V številnih zavetiščih so skriti skalni napisi, ki kažejo darovanje zavetišč budističnemu redu. Te so bile narejene v obdobju med 3. stoletjem pr. n. št. in 1. stoletjem našega štetja.
Leta 477. je Kašjapa, kraljev sin nekraljevskega porekla, prevzel prestol kralja Dhatusene ki mu je pomagal Migara, kraljevi nečaki in poveljnika vojske. Pravi naslednik, Mogalana, ki se je bal za svoje življenje, je pobegnil v Južno Indijo. Ker se je bal napada Mogalana, je Kašjapa preselil prestolnico in svojo rezidenco iz tradicionalne prestolnice v Anuradhapuri v bolj varno Sigirijo. Med vladanjem kralja Kašjapa (477 do 495) je bila Sigirija razvita v kompleksno mesto in trdnjavo. Večina konstrukcij je bila na skalnem vrhu in okoli njega, vključno z obrambnimi strukturami, palačami in vrtovi, ki datirajo v to obdobje.
Culavamsa opisuje kralja Kašjapa kot sina kralja Dhatusene. Kašjapa je umoril očeta, tako da ga je živega zazidal, nato pa prevzel prestol, ki je sicer pripadal njegovemu polbratu Mogalaniju, Dhatuseninovem sinu s pravo kraljico. Mogalana je pobegnil v Indijo, sicer bi ga Kašjapa ubil, vendar je obljubil maščevanje. V Indiji je vzdignil vojsko z namenom, da se vrne in ponovno vzpostavi prestol Šrilanke, za katerega meni, da ima pravico. Mogalana je končno prispel, razglasil vojno in leta 495 porazil Kašjapo. Med vojno je vojska Kašjapo zapustila in je naredil samomor tako, da je padel na svoj meč.
Culavamsa in ustno izročilo nas obveščata, da je bojni slon, katerega je jahal Kašjapa, spremenil smer, da bi prevzel strateško prednost in se umaknil, vendar si je vojska napačno razlagala gibanje, kar naj bil vojsko spodbudilo v popolno razpustitev. Ker naj bi bil kralj preveč ponosen, da bi se predal, je vzel nož iz pasu, si prerezal grlo, ponosno dvignil bodalo in padel mrtev. Mogalana je vrnil prestolnico v Anuradhapuro, Sigirijo pa spremenil v kompleks budističnega samostana, ki je preživel do 13. ali 14. stoletja. Po tem obdobju o Sigiriji ni bilo najdenih zapisov do 16. in 17. stoletja, ko so ga na kratko uporabljali kot postojanko Kandijskega kraljestva.
Alternativne zgodbe imajo za prvega graditelja Sigirije kralja Dhatusena, Kašjapa pa konča delo v čast svojega očeta. Še druge zgodbe opisujejo Kašjapo kot plejboja, Sigirijo pa kot njegovo palačo užitka. Tudi morebitna usoda Kašjapa je negotova. V nekaterih različicah naj bi ga zastrupila konkubina; v drugih si je prerezal svoje grlo, ko je zapustil zadnjo bitko. Še nadaljnje interpretacije obravnavajo lokacijo kot delo budistične skupnosti brez vojaške funkcije. Morda je  bila pomembna v tekmovanju med mahajansko in teravadsko budistično tradicijo v starodavni Šrilanki.

## Arheološki ostanki in značilnosti
Leta 1831 se je major Jonathan Forbes iz 78. gorske britanske vojske, medtem ko se je vračal na konju iz potovanja v Polonnaruwo, naletel na »z gozdom pokrit vrh Sigirija«.  Sigirijo so najprej obiskali ljubitelji starin in kasneje arheologi. Arheološko delo se je začelo v majhnem obsegu leta 1890. H. C. P. Bell je bil prvi, ki je opravil obsežne raziskave. Projekt Kulturni trikotnik, ki ga je začela vlada Šrilanke, se je leta 1982 osredotočil na Sigirijo. Arheološko delo se je v okviru tega projekta prvič začelo po celotnem mestu. Našli so kip levje glave nad nogami in šapami, ki so se dotikale vhoda, vendar je glava propadla že pred leti.
Sigirija sestoji iz starodavne citadele, ki jo je v 5. stoletju zgradil kralj Kašjapa. Na lokaciji so ruševine zgornje palače, ki se nahaja na ravnem vrhu skale, terasa srednjega nivoja, kjer so Levja vrata in zrcalna stena s freskami, spodnje palače, ki ležijo za razkošnimi spodnjimi vrtovi, obzidje, ki je zaščitilo citadelo. Območje je bila palača in trdnjava. Zgornja palača na vrhu skale ima vodnjak vrezan v skalo.

### Opis območja
Sigirija velja za eno najpomembnejših mest urbanističnega načrtovanja iz prvega tisočletja, načrt mesta pa velja za zelo zapletenega in domiselnega. Združeval je koncepte simetrije in asimetrije, da bi namerno blokiral umetne geometrijske in naravne oblike okolice. Na zahodni strani skale leži kraljevi park simetričnega tlorisa; park vsebuje vodne zbiralnike, vključno s prefinjenimi površinskimi / podzemnimi hidravličnimi sistemi; nekateri delajo še danes. Jug vsebuje umetni zbiralnik; ti so bili v veliki meri uporabljeni od prejšnje prestolnice suhe cone Šrilanke. Pet vrat je bilo postavljenih na vhodih. Menijo, da so bila bolj zapletena zahodna vrata rezervirana za kralja. 

## Freske
John Still je leta 1907 predlagal: »Celoten obraz hriba je videti kot ogromna galerija slik ... največja slika na svetu morda.« Slike bi pokrivale večino zahodne strani skale, površine 140 metrov dolge in 40 metrov visoke. Na teh slikah je bilo 500 dam, vendar je večina izgubljena. Več fresk, ki se razlikujejo od tistih na steni, je mogoče videti drugje, na primer na stropu prostora imenovanega Jama kobrine glave.
Čeprav so freske razvrščene v obdobje Anuradhapure, je slikarski slog edinstven ; linija in slog uporabljen na slikah se razlikujeta od anuradhapurskih slik. Linije so naslikane v obliki, ki povečuje občutek prostornine. Barva je bila uporabljena v obsežnih potezah, z več pritiska na eni strani, ki daje učinek globljega barvnega tona proti robu. Druge slike iz anuradhapurskega obdobja vsebujejo podobne pristope k slikarstvu, vendar nimajo skiciranih linij sloga Sigirije, ki ima posebno umetnikovo mejno linijo. Resnična identiteta žensk na teh slikah še ni bila potrjena. Obstajajo različne ideje o njihovi identiteti. Nekateri verjamejo, da so kraljeve gospe, medtem ko drugi mislijo, da so ženske, ki so se udeleževale verskih obredov. Te slike so zelo podobne slikam, vidnim v jamah Adžanta v Indiji.

## Zrcalna stena
Prvotno je bil ta zid tako spoliran, da se je kralj lahko v njem videl, medtem ko je hodil ob njem. Zidan je iz opeke in pokrit z visoko poliranim belim ometom.  Stena je delno pokrita z grafiti in verzi, ki so jih napisali obiskovalci, nekateri so iz 8. stoletja. Ljudje vseh vrst so pisali na steno, različne teme, kot so ljubezen, ironija in izkušnje vseh vrst. Nadaljnje pisanje na zrcalni steni je sedaj prepovedano za zaščito starih napisov.

Šrilanški arheolog dr. Senerat Paranavitana je razkril 685 verzov, napisanih v 8., 9. in 10. stoletju na zrcalni steni.  Ena takšna pesem iz preteklosti, približno prevedena iz singalščine je: 
" Jaz sem Budal [ime pisatelja], prišel sem s stotinami ljudi, da vidim Sigirijo. Ker so vsi ostali napisali pesem, je jaz nisem! "

## Vrtovi
Vrtovi Sigirije so med najpomembnejšimi vidiki lokacije, saj so med najstarejšimi urejenimi vrtovi na svetu. Razdeljeni so v tri različne, vendar povezane oblike: vodni vrtovi, jamski in balvanski vrtovi ter terasasti vrtovi.

### Vodni vrtovi
Vodni vrtovi so vidni v osrednjem delu zahodnega obrobja. Tu najdemo tri glavne vrtove. Prvi vrt je sestavljen iz parcele, obdane z vodo. Povezan je z glavnim območjem s štirimi nasipi, s potmi postavljenimi na vrh vsakega nasipa. Ta vrt je zgrajen po starih oblikah znanih kot Chahar Bagh (je perzijski in islamski četverovodni vrt, ki temelji na štirih vrtovih raja, omenjenih v Koranu; kvadratni vrt je razdeljen s stezami ali tekočo vodo na štiri manjše dele) in je eden najstarejših ohranjenih modelov te oblike.
Drugi vsebuje dva dolga, globoka bazena, ki sta na obeh straneh poti. Dva plitva bazena sta povezana s serpentinastim tokom. Tu so nameščene fontane iz krožnih apnenčastih plošč. Podzemne vode napajajo te fontane, ki še vedno delujejo, še posebej v času deževnega obdobja. Na obeh straneh drugega vodnega vrta sta dva velika otoka. Poletne palače so zgrajene na izravnanih površinah teh otokov. Na severu in jugu sta še dva otoka. Ti otoki so zgrajeni na podoben način kot otok na prvem vodnem vrtu.
Tretji vrt se nahaja na višji ravni kot druga dva. Vsebuje velik osmerokoten bazen z dvignjenim podijem na severovzhodnem vogalu. Velika opečna in kamnita stena citadele je na vzhodnem robu tega vrta.
Vodni vrtovi so simetrično zgrajeni na osi vzhod-zahod. Povezani so z zunanjim jarkom na zahodu in velikim umetnim jezerom južno od skale Sigirija. Vsi bazeni so med seboj povezani tudi s podzemnim vodovodnim omrežjem, ki ga napaja jezero in je povezano z jarki. Miniaturni vodni vrt se nahaja zahodno od prvega vodnega vrta, ki ga sestavlja več manjših bazenov in vodotokov. Zdi se, da je ta nedavno odkrit manjši vrt iz obdobja po Kašjapu, verjetno med 10. in 13. stoletjem.

### Balvanski vrtovi
Balvanski vrtovi so sestavljeni iz več velikih balvanov, ki jih povezujejo pešpoti. Vrtovi segajo od severnih pobočij do južnih pobočij hribovja ob vznožju skale Sigirija. Večina teh balvanov je imela na sebi stavbo ali paviljon; obstajajo zareze, ki so bile uporabljene kot podlaga za opečne stene in nosilce. Uporabili so jih tako, da so jih potisnili z vrha, da bi napadli sovražnike, če so se približali.

### Terasirani vrtovi
Terasirani vrtovi so oblikovani iz naravnega hriba na dnu skale Sigirija. Serija teras se dviga s poti na balvanskem vrtu do stopnišč na skali. Ti so bili ustvarjeni z izgradnjo opečnih sten in se nahajajo v približno koncentričnem tlorisu okoli skale. Pot po terasastih vrtovih tvori apnenčasto stopnišče. S tega stopnišča je na steni skrita pot, ki vodi do najvišje terase, kjer se nahaja Levje stopnišče.

## Drugo
- Na vrhu Sigirije so posneli nekatere prizore iz glasbenega videoposnetka za singel Save a prayer Duran Duran, 1982. [13]
- Sigirija se uporablja kot mesto mnogih dogodkov v znanstveno-fantastičnem romanu The Fountains of Paradise, Arthur C. Clarke, čeprav je Clarke v knjigi spremenil ime v Yakkagala (Demonska skala).

## Galerija
- Skala Sigirija iz jezera Sigiriya Wewa
- Razgled na okolico Sigirije